# Leroy Carr
Leroy Carr, född 27 mars 1905 i Nashville, Tennessee, död 29 april 1935 i Indianapolis, Indiana, var en amerikansk bluessångare, pianist och låtskrivare.
Carr växte upp i Indianapolis, Indiana och lärde sig spela piano som tonåring. 1928 träffade han gitarristen Scrapper Blackwell som han bildade en duo med. De spelade samma år in "How Long, How Long Blues" för Vocalion Records, vilken blev en omedelbar hit. Under det tidiga 1930-talet hörde Carr till de mest populära bluesmusikerna, med låtar som "Blues Before Sunrise" och "When the Sun Goes Down". Han var alkoholiserad och avled 1935.
Carr valdes in i Blues Hall of Fame 1982.